# 霍姆斯特德鎮區 (明尼蘇達州奧特泰爾縣)
霍姆斯特德鎮區（英語：Homestead Township）是位於美國明尼蘇達州奧特泰爾縣的一個行政鎮區。

## 地方資料
霍姆斯特德鎮區的面積為94.58平方千米，當中陸地面積為94.07平方千米，而水域面積為0.51平方千米。根據2020年美國人口普查的數據，當地共有人口399人，而人口密度為每平方千米4.22人。

## 人口统计
截至2000年人口普查，全乡有371人、129户、107户。人口密度为每平方英里 10.2 人（3.9/km 2）。共有 149 个住房单元，平均密度为每平方英里 4.1 个（1.6 个/平方公里）。该镇的种族构成为 95.69%白人、1.35%非裔美国人、0.54%美洲原住民、1.08%亚裔和 1.35% 来自两个或多个种族。任何种族的西班牙裔或拉丁裔占人口的 1.08%。